# Vendlincourt
Vendlincourt (toponimo francese; in tedesco Wendlinsdorf, desueto) è un comune svizzero di 540 abitanti del Canton Giura, nel distretto di Porrentruy.

## Monumenti e luoghi d'interesse

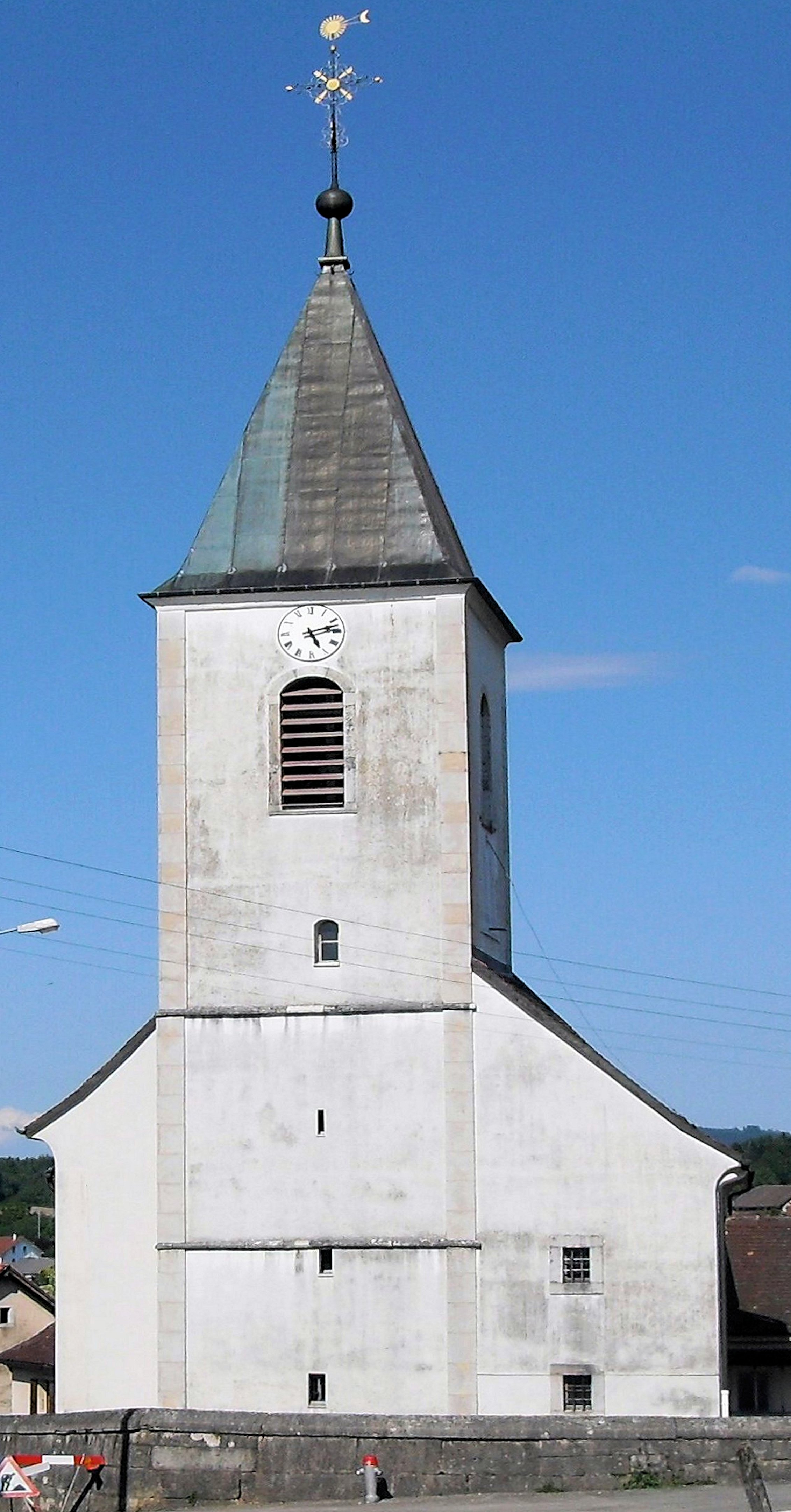
La chiesa di San Leodegario

- Chiesa cattolica di San Leodegario, ricostruita nel 1817[1].

## Società

### Evoluzione demografica
L'evoluzione demografica è riportata nella seguente tabella:
Abitanti censiti

## Infrastrutture e trasporti

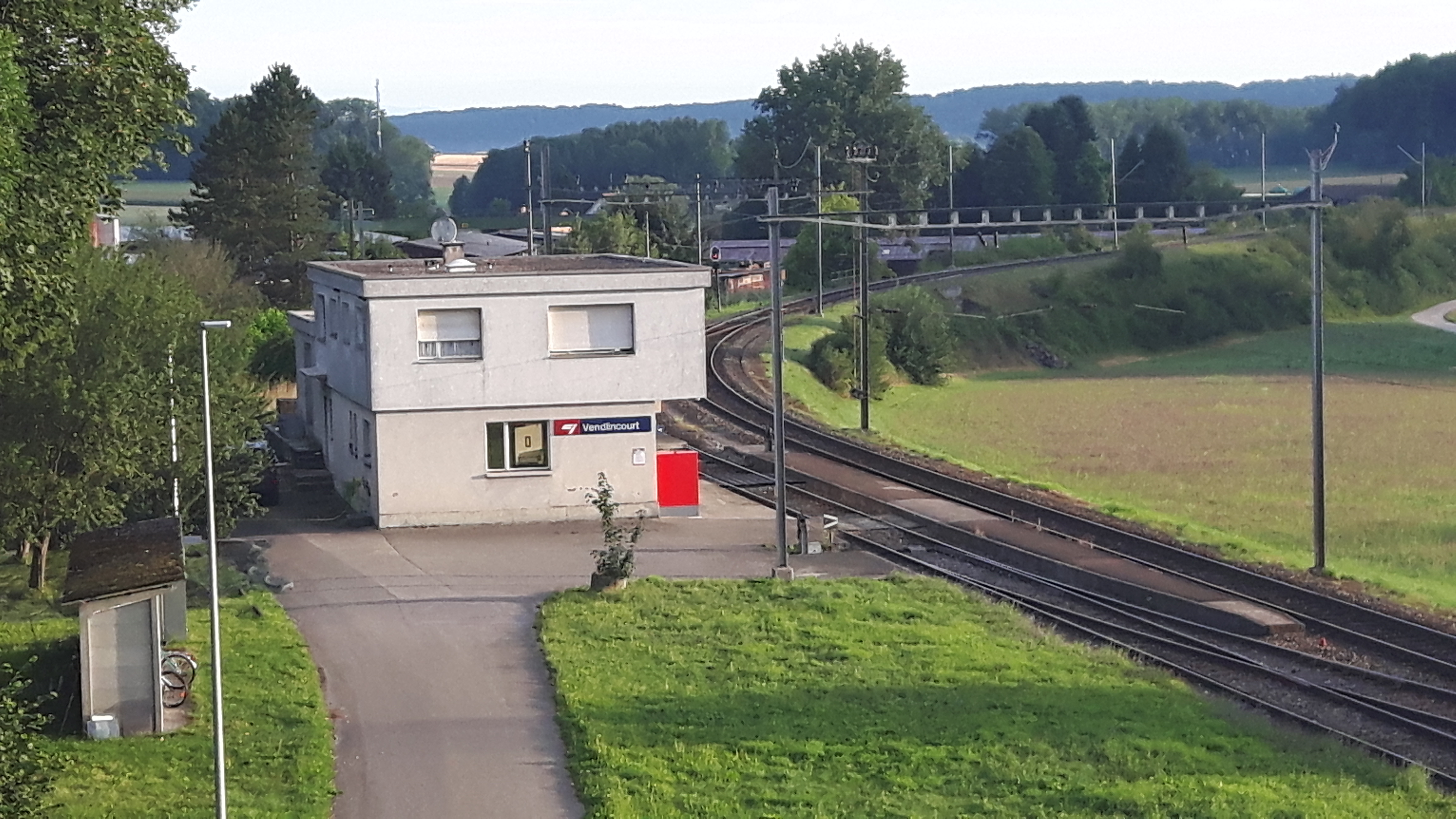
La stazione di Vendlincourt

Il comune è servito dalla stazione di Vendlincourt sulla ferrovia Porrentruy-Bonfol.

## Amministrazione
Dal 1836 comune politico e comune patriziale sono uniti nella forma del commune mixte.